# کاظم سیدعلیخانی
کاظم سیدعلیخانی (زاده ۲۲ تیر ۱۳۳۳ – مرگ ۱۹ دی ۱۳۹۵) بازیکن سابق فوتبال ایران بود. او سابقه بازی در تیم‌های ماشین‌سازی تبریز، پرسپولیس تهران، گسترش تهران و پورا تهران را در کارنامه داشت. وی سابقه ۲ بازی ملی نیز در کارنامه داشت.